# Zeta2 Scorpii
Pour les articles homonymes, voir Zeta Scorpii.
Désignations
Zeta2 Scorpii (ζ2 Sco / ζ2 Scorpii, Zêta2 Scorpii) est une étoile géante de la constellation du Scorpion de magnitude apparente 3,62. Elle est distante de 150 années-lumière.